# Drepanogynis prosecta
Drepanogynis prosecta är en fjärilsart som beskrevs av Claude Herbulot 1960. Drepanogynis prosecta ingår i släktet Drepanogynis och familjen mätare. Inga underarter finns listade i Catalogue of Life.